# Islas Magill
Islas Magill är öar i Chile.   De ligger i regionen Región de Magallanes y de la Antártica Chilena, i den södra delen av landet, 2 300 km söder om huvudstaden Santiago de Chile.
Trakten runt Islas Magill består i huvudsak av gräsmarker.